# Åssjön, Ångermanland
Åssjön är en sjö i Sollefteå kommun i Ångermanland och ingår i Ångermanälvens huvudavrinningsområde. Sjön har en area på 0,853 kvadratkilometer och ligger 208 meter över havet. Sjön avvattnas av vattendraget Skäljån. Vid provfiske har abborre, gers, gädda och mört fångats i sjön.

## Delavrinningsområde
Åssjön ingår i det delavrinningsområde (703996-155833) som SMHI kallar för Utloppet av Åssjön. Medelhöjden är 259 meter över havet och ytan är 13,13 kvadratkilometer. Det finns inga avrinningsområden uppströms utan avrinningsområdet är högsta punkten. Skäljån som avvattnar avrinningsområdet har biflödesordning 3, vilket innebär att vattnet flödar genom totalt 3 vattendrag innan det når havet efter 92 kilometer. Avrinningsområdet består mestadels av skog (86 procent). Avrinningsområdet har 1,05 kvadratkilometer vattenytor vilket ger det en sjöprocent på 8 procent.